# Телевидение высокой чёткости в России
Телеви́дение высо́кой чёткости в России (в официальных документах используется аббревиатура ТВЧ) регламентируется ГОСТ Р 53533—2009, который определяет систему телевидения высокой чёткости как телевизионную систему, параметры которой выбраны исходя из расстояния наблюдения, равного трём высотам наблюдаемого изображения.

## История

### Развитие HD-телевидения
Опытная эксплуатация HDTV в России началась в 2006 году. В частности, сообщалось, что такую трансляцию проводила компания «Искрателеком». 14 декабря 2006 года в Москве состоялся круглый стол «Телевидение высокой четкости (ТВЧ): проблемы и перспективы внедрения в Российской Федерации». Во время круглого стола осуществлялась трансляция HD-канала Euro1080 по кабельной сети «Комкор-ТВ» («АКАДО Телеком»). Также в декабре тестовое вещание HDTV начал спутниковый оператор «НТВ-Плюс».
27 апреля 2007 года «НТВ-Плюс» запустил в коммерческую эксплуатацию первый российский пакет HD-каналов собственного производства: «HD КИНО», «HD СПОРТ» и HD Life. 19 ноября 2007 года «НТВ-Плюс» за внедрение в России телевидения высокой четкости был признан лучшей телекомпанией года.
Следующими поставщиками HDTV-контента в России стали провайдеры IP-телевидения — «Корбина Телеком» в июле 2007 добавила первый HD-канал, «Искрателеком» в январе 2008 года предлагал три канала в HD-качестве, в мае 2009 года «Билайн» запустил услугу «Билайн-ТВ», включающую помимо прочего 4 канала высокой чёткости (HDTV).
В 2009 году был утверждён ГОСТ Р 53533-2009, определяющий параметры цифровых систем телевидения высокой чёткости. Согласно ГОСТу, возможно воспроизведение широкоэкранного изображения с форматом кадра 16:9 и разрешением 1920×1080. Также предусмотрено отображение изображения с форматом кадра 15:9 и разрешением 1920×1152, с дополнительным полем (1920×720) для текстовой информации, или форматом кадра 4:3 и разрешением 1536×1152.
С февраля по июнь 2010 года из телецентра «Останкино» производилось вещание первого отечественного эфирного телеканала высокой чёткости «2Спорт2 HD» в Москве на 30 частотном цифровом канале во время Олимпиады в Ванкувере. C 2008 по 2012 год вещание пакета HD-каналов на европейской территории РФ со спутника Eurobird 9A производилось ныне не существующим оператором «Платформа HD».
В декабре 2010 года «Триколор ТВ» стал вторым оператором спутниковой связи, начавший трансляцию HDTV-контента в составе двух HD-каналов.

### Внедрение HD-телевидения
В июне 2012 года в России насчитывалось около 250 тыс. абонентов HDTV. К 2012 году «Билайн ТВ» стал лидером по количеству HD-контента высокой чёткости на российском рынке, предлагая пользователям контент из более 200 каналов, содержащих 33 канала в HD. В июле 2012 года спутниковый оператор Триколор запустил в коммерческую эксплуатацию HD-мультиплекс «Триколор ТВ Full-HD», включающий 160 каналов, из которых 25 были в формате HDTV. Низкая цена на пакет позволила оператору быстро набрать подписчиков, однако это вызвало недовольство со стороны конкурентов, обвинивших «Триколор ТВ» в демпинге.
Также в июле 2012 года услуги цифрового телевидения высокой чёткости в 19 городах России начал предоставлять кабельный оператор «Дом ру», добавив HD-пакет из 23 каналов. К маю 2013 года количество каналов высокой чёткости увеличилось до 41.
В сентябре 2012 года компания «МТС» запустила кабельное телевидение стандарта DVB-C в десяти городах России, включающее HD-пакет.
В феврале 2013 года количество HD-каналов достигло 18-ти.
В декабре 2012 года в сетях кабельных и спутниковых операторов началось вещание в формате HD двух федеральных телеканалов: «Первый канал HD» и «Россия HD» (при этом первый представлял собой точную дублирующую версию SD-канала, а второй — самостоятельную сетку из различных каналов ВГТРК).
По данным J’son & Partners Consulting, к концу 2013 году абонентская база операторов платных HDTV-каналов в России составила более 7,1 млн домохозяйств. По итогам первого полугодия 2014 года количество подписчиков HD-пакетов у операторов платного телевидения составило: «Триколор ТВ» — 39,6 %; «Ростелеком» — 27,6 %; «Билайн ТВ» — 11 %; МТС ТВ — 8,9 %; «Орион Экспресс» — 6,9 %. К концу 2018 года проникновение HDTV в России, по мнению J&PC, достигнет отметки 24,5 млн домохозяйств.
11 августа 2014 года президент России Владимир Путин подписал указ о необходимости обеспечения технической возможности перехода телеканалов цифрового эфирного телевидения на HD-вещание к 2021 году.
С марта 2015 года подписчикам «Триколор ТВ» был предоставлен единый пакет с более 200 каналами, включающими 32 HD-канала.
Осенью 2015 года зафиксирован 6-миллионный подписчик на HD-контент, при этом доля подключений к телевидению формата HDTV превысила 50% от общей абонентской базы оператора. В России «Триколор ТВ» стал абсолютным лидером по просмотру HD-контента, кроме этого российский оператор спутниковой связи вышел на первое место в Европе по количеству HD-абонентов и вошёл в тройку крупнейших спутниковых операторов в мире.
Летом 2015 года компания «МГТС» зафиксировала рост абонентов HD-контента в сегменте цифрового телевиденияв в 3,5 раза за год, количество пользователей составило 35% от общего числа абонентов оператора.
В феврале 2016 года «Ростелеком» расширил контент в сегменте цифрового телевидения, компания транслирует более 200 телевизионных цифровых каналов, в том числе до 60 HD-качества. В тоже самое время оператор «Дом.ru» увеличил количество телеканалов в сети цифрового телевидения «Дом.ru TV» до 187, из которых 65 каналов вещают в HD-формате, став лидером среди федеральных операторов платного ТВ России по трансляции контента высокой чёткости.
В марте 2016 года крупнейший российский оператор спутникового телевидения «Триколор ТВ» объявил о подключении 7-млн. абонента на HD-контент. Из-за лояльной ценовой политики и доступности пакета «Единый», пользователь получал 231 теле- и радиоканал, включая 30 HD-телеканалов. Ведущие позиции по подключениям HD-услуг «Триколор ТВ» занимают Краснодарский край и Московская область. «Триколор ТВ» сохраняет лидерство по количеству HD-абонентов в России и Европе (на 2 месте – Sky UK с 5,8 млн подписчиков), и занимает 3 место в мире после DirecTV (15, 9 млн. пользователей) и Dish TV (10,3 млн. пользователей).
С 2007 по 2016 год Россия по общему числу абонентов HDTV поднялась с 17-го на 7 место. Лидирующие позиции удерживают Китай, США, Индия, Япония, Южная Корея, Франция.
К концу 2023 года абонентская база оператора «Триколор ТВ» составила 12,3 млн домохозяйств, при этом 10,5 млн клиентов оператора имели подписку на  HD-контент. Контент спутниково оператора в пакете «Триколор Ultra» содержит беспрецедентное количество телеканалов — суммарно более 300, из которых около 100 в форматах Ultra HD и HD.

## Телеканалы HDTV
По состоянию на 2025 год в России вещают следующие эфирные HD-каналы:
| Телеканал | Контент | Распространение | Владелец                                                                    |
| --- | --- | --- | --------------------------------------------------------------------------- |
| Первый канал HD                                                                                              | дублирует федеральный эфир «Первого канала»; также распространяется в часовых версиях «+2», «+4» | «Триколор ТВ», «Ростелеком», «НТВ-Плюс», «АКАДО Телеком», «Дом.ру», «Билайн ТВ», «Орион-Экспресс», МТС ТВ                                      | Первый канал                                                                |
| Россия 1 HD                                                                                                  | дублирует федеральный эфир телеканала «Россия 1»; также распространяется в часовых версиях «+1», «+2» «+3», «+4» «+5», «+6» «+7», «+8» «+9». | «Триколор ТВ», «Ростелеком», «НТВ-Плюс», «АКАДО Телеком», «Дом.ру», «Билайн ТВ», «Орион-Экспресс», МТС ТВ                                      | ВГТРК                                                                       |
| Россия 24 HD                                                                                                 | дублирует федеральный эфир телеканала «Россия 24» | интернет-вещание | ВГТРК                                                                       |
| Матч ТВ HD                                                                                                   | HD-версия общедоступного спортивного телеканала «Матч ТВ» | «НТВ-Плюс», Дом.ru («ЭР-Телеком»), «Триколор ТВ», «Ростелеком», «АКАДО Телеком», «Билайн ТВ», «Орион-Экспресс», МТС ТВ                         | АО «Газпром-Медиа Холдинг»                                                  |
| НТВ HD | HD-версия телеканала «НТВ» ; также распространяется в часовых версиях «+1», «+2», «+4» | «Триколор ТВ», «НТВ-Плюс», «АКАДО Телеком», «Ростелеком», Дом.ru («ЭР-Телеком»)                                                                | АО «Телекомпания НТВ»                                                       |
| ТВ Центр HD                                                                                                  | HD-версия телеканала «ТВ Центр» | «Ростелеком» | АО «ТВ Центр»                                                               |
| Звезда HD | HD-версия телеканала «Звезда»; также распространяется в часовых версиях «+2», «+4», «+7» | «Ростелеком» | Минобороны России                                                           |
| RT HD | HD-версия международного информационного телеканала RT (Russia Today) | «Ростелеком», «АКАДО Телеком», «Дом.ру», «Билайн ТВ»,                                                                                          | АНО «ТВ-Новости»                                                            |
| Мир 24 HD | HD-версия телеканала «Мир 24» | «Геотелеком» | МТРК «Мир»                                                                  |
| Матч! Арена HD                                                                                               | HD-версия канала «Матч! Арена». | «Триколор ТВ», «НТВ-Плюс», «Ростелеком», «АКАДО Телеком», «Дом.ру», «Билайн ТВ», «Орион-Экспресс», МТС ТВ                                      | АО «Газпром-Медиа Холдинг»/субхолдинг «Матч»                                |
| RTG HD | международный познавательный телеканал, посвященный путешествиям по России, её культуре и традициям, большая часть контента - документальные фильмы собственного производства                                                                                | «Триколор ТВ», «АКАДО Телеком», «Дом.ру», «Билайн ТВ», «Ростелеком», «НТВ-Плюс»                                                                | RTG Corp                                                                    |
| Матч Премьер                                                                                                 | спортивный канал, транслирующий все 240 матчей «СОГАЗ чемпионата России по футболу» в HD | «НТВ-Плюс», «Триколор ТВ», «Ростелеком», «АКАДО Телеком», «Дом.ру», «Билайн ТВ»                                                                | Лига-ТВ                                                                     |
| KHL Prime HD                                                                                                 | спортивный канал, транслирующий матчи Континентальной Хоккейной Лиги в HD | «Ростелеком», «НТВ-Плюс», «АКАДО Телеком», «Дом.ру», «Билайн ТВ», «Орион-Экспресс», МТС ТВ                                                     | ООО «КХЛ-Маркетинг»                                                         |
| Еда HD | общероссийский познавательный телеканал, посвящённый кулинарии; 75 % эфира — контент собственного производства, остальные 25 % занимают лучшие мировые кулинарные шоу от известных шеф-поваров                                                               | «Триколор ТВ», «АКАДО Телеком», «Дом.ру», «Билайн ТВ», МТС ТВ, «Ростелеком»                                                                    | ООО «Столет»                                                                |
| Матч! Игра HD                                                                                                | HD-версия канала «Матч! Игра». | «НТВ-Плюс» | АО «НТВ-Плюс»                                                               |
| Матч! Футбол 3 HD                                                                                            | HD-версия канала «Матч! Футбол 3», транслирует «самые актуальные события из мира спорта» | «НТВ-Плюс» | АО «НТВ-Плюс»                                                               |
| Матч! Футбол 1 HD                                                                                            | HD-версия канала «Матч! Футбол 1»; обладает эксклюзивными правами на трансляцию матчей Лиги чемпионов, Лиги Европы, испанской Примеры, немецкой Бундеслиги, английской Премьер-лиги и итальянской Серии A                                                    | «НТВ-Плюс» | НТВ-Плюс                                                                    |
| Матч! Футбол 2 HD                                                                                            | HD-версия канала «Матч! Футбол 2»; обладает эксклюзивными правами на трансляцию матчей Лиги чемпионов, Лиги Европы, испанской Примеры, немецкой Бундеслиги, английской Премьер-лиги и итальянской Серии A                                                    | «НТВ-Плюс» | НТВ-Плюс                                                                    |
| ТОЧКА.РФ HD                                                                                                  | познавательный HD-телеканал | «НТВ-Плюс», «Триколор ТВ», «Ростелеком», «АКАДО Телеком», «Дом.ру», «Билайн ТВ», «Орион-Экспресс», МТС ТВ, «Уфанет»                            | «НТВ-Плюс»/«Ред Медиа»                                                      |
| КиноПремиум HD                                                                                               | киноканал, ориентированный на «первые показы фильмов последних лет в формате телевидения высокой четкости» | «Триколор ТВ», «АКАДО Телеком» | НАО «Национальная спутниковая компания»                                     |
| Наше Крутое HD                                                                                               | киноканал, ориентированный на комедии, мелодрамы, драмы, киносказки, приключенческие и анимационные ленты от крупнейших голливудских производителей (The Walt Disney Company, Warner Bros., Paramount Pictures и т. д.)                                      | «Триколор ТВ», «АКАДО Телеком» | НАО «Национальная спутниковая компания»                                     |
| Наш Кинороман                                                                                                | киноканал, ориентированный на показ российского кино последних лет в формате HD | «Триколор ТВ», «АКАДО Телеком» | НАО «Национальная спутниковая компания»                                     |
| Любимое | фильмовый телеканал в HD-качестве | «Триколор ТВ» | НАО «Национальная спутниковая компания»                                     |
| Остросюжетное HD                                                                                             | киноканал, ориентированный на боевики, фантастику, триллеры, приключенческие ленты и фильмы ужасов от крупнейших голливудских производителей (The Walt Disney Company, Warner Bros., Paramount Pictures и т. д.)                                             | «Триколор ТВ», «АКАДО Телеком» | Триколор ТВ                                                                 |
| Кинопоказ | киноканал, транслирующий зарубежные фильмы в HD | «Триколор ТВ» | НАО «Национальная спутниковая компания» (выкуплен у «Первый ТВЧ» в 2012 г.) |
| Комедийное                                                                                                   | киноканал, транслирующий комедийные зарубежные фильмы в HD | «Триколор ТВ» | НАО «Национальная спутниковая компания» (выкуплен у «Первый ТВЧ» в 2012 г.) |
| A1 HD | телеканал, ориентированный на «свежие и актуальные сериалы и фильмы планеты». | «Триколор ТВ» (с 1 октября 2014 года), Амедиатека, «Ростелеком», «АКАДО Телеком», «Дом.ру», «Билайн ТВ», «Орион-Экспресс», МТС ТВ              | Амедиа                                                                      |
| Amedia Premium HD                                                                                            | телеканал, ориентированный на рейтинговые сериалы; обладает правами на трансляцию американских сериалов производства HBO: «Игра престолов», «Настоящий детектив» и т. д.                                                                                     | «Триколор ТВ» (с 31 октября 2014 года), Амедиатека, «Ростелеком», «АКАДО Телеком», «Дом.ру», «Билайн ТВ», «НТВ-Плюс», «Орион-Экспресс», МТС ТВ | Амедиа                                                                      |
| Охотник и Рыболов HD                                                                                         | российский HD-телеканал для мужчин, увлекающихся охотой и рыбалкой | «Триколор ТВ», «Дом.ру», «Билайн ТВ», «Ростелеком»                                                                                             | ЗАО «Первый ТВЧ»                                                            |
| Приключения HD                                                                                               | российский познавательный HD-телеканал, посвящённый путешествиям и экстремальным видам спорта; в эфире - программы крупнейших зарубежных телекомпаний мира: BBC, National Geographic, NHK и др., а также ряд эксклюзивных проектов собственного производства | «Триколор ТВ», «Дом.ру», «Билайн ТВ», «АКАДО Телеком»                                                                                          | ЗАО «Первый ТВЧ»                                                            |
| Живая Природа HD                                                                                             | видовой телеканал, рассказывающий о природе России; контент телеканала состоит из трёх-четырёхминутных видеороликов HD-качества, самостоятельно снятых фотографами и путешественниками (т. е. методом краудсорсинга)                                         | Уфанет | Уфанет                                                                      |
| 360° HD | московский областной общественный телеканал, созданный по заказу Правительства Московской области в сотрудничестве с холдингом ВГТРК | «АКАДО Телеком» | ООО «Телеканал 360 Подмосковье»                                             |
| Планета HD                                                                                                   | международный познавательно-развлекательный канал холдинга ВГТРК; программная сетка составлена из передач телеканалов «Моя Планета», «Наука 2.0» и «История» в стандарте HD                                                                                  | «Ростелеком» | STV (спутниковая «дочка» ВГТРК)                                             |
| ОТР HD | дублирующая HD-версия федерального эфира телеканала «Общественное телевидение России»; также распространяется в часовых версиях «+2», «+4», «+7», «+8» | Интернет-вещание | АНО «Общественное телевидение России»                                       |
| Вместе–РФ HD                                                                                                 | дублирующая HD-версия телеканала Совета Федерации, информирующего о законотворческой деятельности палаты и рассказывающего об общественно значимых событиях России                                                                                           | Интернет-вещание | Совет Федерации Федерального Собрания Российской Федерации                  |
| Страшное HD                                                                                                  | круглосуточный фильмовый канал, транслирующий фильмы и сериалы жанров «ужасы» и «триллеры» | «Ростелеком» | ООО «НКС Медиа»                                                             |
| RU.TV | HD-версия телеканала «RU.TV» | «Ростелеком» | «Русская медиагруппа»                                                       |
| РЕН ТВ HD | HD-версия телеканала «РЕН ТВ» | «Ростелеком», Дом.ru («ЭР-Телеком») | «Национальная Медиа Группа»                                                 |
| ТНТ HD | HD-версия телеканала «ТНТ»; также распространяется в часовых версиях «+2», «+4», «+7» | «Триколор ТВ», «НТВ-Плюс» | «Газпром-медиа»                                                             |
| Russian MusicBox HD                                                                                          | международный молодежный музыкальный телеканал в стандарте высокой чёткости (HD). | «Ростелеком», «Триколор ТВ», «АКАДО Телеком»                                                                                                   | «Music Box Group»                                                           |
| Bridge HD Bridge Русский хит HD Bridge Hits HD Bridge Deluxe HD Bridge Rock HD Bridge Фрэш HD Bridge Этно HD | российские музыкальные телеканалы в стандарте высокой чёткости (HD). | «НТВ-Плюс», «Триколор ТВ» | «Bridge Media Group»                                                        |
| Baby Time HD                                                                                                 | детский телеканал в формате HD | | «Bridge Media Group»                                                        |
| Вкус HD | Телеканал о жизни, мире, науке и искусстве | | «Bridge Media Group»                                                        |
| Русский Роман HD                                                                                             | фильмовый телеканал в стандарте высокой чёткости (HD). | «Триколор ТВ», «Ростелеком» | АО «Цифровое телевидение»                                                   |
| Мульт HD | российский мультипликационный телеканал российской и зарубежной анимации в стандарте высокой чёткости (HD). | «НТВ-Плюс», «Триколор ТВ», «АКАДО Телеком», «Ростелеком»                                                                                       | АО «Цифровое телевидение»                                                   |
| ЛДПР.ТВ | информационно-развлекательный телеканал, рассчитанный широкий круг зрителей. Большая часть телеканала посвящена политике. | Интернет-вещание | «Телевидение Будущего»                                                      |
| Конный мир HD                                                                                                | российский тематический телеканал телеканал о конной индустрии. | «НТВ-Плюс», «Триколор ТВ» | ООО «Тройка ТВ»                                                             |
| Пёс и Ко | телеканал о собаках | Нет данных | «Ричи Медиа Груп»                                                           |
| Первый Вегетарианский                                                                                        | познавательный телеканал | «Телекарта», «Ростелеком», Дом.ru («ЭР-Телеком»)                                                                                               | «Макс Медиа»                                                                |
| Диалоги о рыбалке                                                                                            | телеканал о рыбалке | «Телекарта», «Ростелеком» | ООО «Телекомпания Диалоги о рыбалке»                                        |
| Доктор | телеканал о медицине | Дом.ru («ЭР-Телеком») | «Цифровое телевидение»                                                      |
| Точка Отрыва                                                                                                 | телеканал об экстремальных видах спорта | Дом.ru («ЭР-Телеком») | ООО «Контент Юнион»                                                         |
| Известия | информационный телеканал | «Ростелеком», «Триколор ТВ», НТВ-Плюс, Дом.ru («ЭР-Телеком»)                                                                                   | «НМГ»                                                                       |
| Большая Азия                                                                                                 | познавательный телеканал | «Ростелеком», Интернет-вещание | ООО «ЭЛиЭМ ПАРТНЕРС»                                                        |
| Футбол | спортивный телеканал | «Ростелеком», Интернет-вещание | ООО «Медиа-ТВ»                                                              |
| Дикая Охота HD Дикая Рыбалка HD                                                                              | познавательные телеканалы | Дом.ru («ЭР-Телеком»), «МТС ТВ» | ООО «Дикое телевидение»                                                     |
| Жара | музыкальный телеканал | «Ростелеком», «МТС ТВ» | ООО «ТВ куб»                                                                |
| ТВ-3 | развлекательный телеканал; также распространяется в часовых версиях «+2», «+4», «+7» | Интернет-вещание | «Газпром-медиа»                                                             |
| Кинопремьера HD Киносемья HD Киносвидание HD Кинохит HD Мужское кино HD                                      | фильмовые телеканалы | «Ростелеком», «НТВ-Плюс» «АКАДО Телеком» только Кинопремьера HD, остальные телеканалы «МТС ТВ», Дом.ru («ЭР-Телеком»)                          | «Ред Медиа»                                                                 |
| Пятница! | развлекательный телеканал; также распространяется в часовых версиях «+2», «+4», «+7» | Интернет-вещание | «Газпром-медиа»                                                             |
| Суббота! | развлекательный телеканал | Интернет-вещание | «Газпром-медиа»                                                             |
| Дорама | сериальный телеканал | Интернет-вещание | ООО «Тайм Медиа Групп»                                                      |
| Авто Плюс | телеканал об автомобилях | «МТС ТВ» | «Ред Медиа»                                                                 |
| Театр | телеканал о театральном искусстве | Интернет-вещание | ООО «Альма Матер»                                                           |
| Наша Тема | телеканал о рыбалке | Интернет-вещание | ООО «Наше ТВ»                                                               |
| ТНТ4 | развлекательный телеканал | Интернет-вещание | «Газпром-медиа»                                                             |
| Поехали! | познавательный телеканал | Рэдком-Интернет | ЗАО «Первый канал. Всемирная сеть»                                          |
| Кухня ТВ | телеканал о кулинарии | Нет данных | «Ред Медиа»                                                                 |
| 365 дней ТВ                                                                                                  | исторический телеканал | Интернет-вещание | «Ред Медиа»                                                                 |
| КиноСат | фильмовый телеканал | Дом.ru («ЭР-Телеком») | ООО «КиноКлуб»                                                              |
| Русская ночь                                                                                                 | эротический телеканал | Нет данных | ООО «Русские Ночи»                                                          |
| Тайны Галактики                                                                                              | телеканал о космосе | «Ростелеком» | ООО «Макс-Медиа»                                                            |
| Победа | фильмовый телеканал | «Ростелеком» | Первый канал                                                                |
| AIVA | музыкальный телеканал | «Ростелеком» | ООО «АИВА»                                                                  |
| PRO-Гонки | спортивный телеканал | SPB TV | ООО «БАРС»                                                                  |
| Ключ | | «Телекарта», «Ростелеком» | ООО «Северо-западное вещание»                                               |
| Старт | спортивный телеканал | Интернет-вещание | ООО «Телерадиокомпания Старт»                                               |
| Первый Российский Национальный Канал                                                                         | социально-информационный телеканал | Интернет-вещание | ООО «ТВ Ники»                                                               |
| Три Ангела                                                                                                   | религиозный телеканал | Неизвестно | ТРК «Три Ангела»                                                            |

Также в России вещают следующие адаптированные HD-каналы зарубежного производства
- «Viasat Sport HD»
- «Viasat Golf HD»
- «Viasat Nature/History HD»
- «Viasat History HD»
- «Viasat Nature HD»
- «Viasat Explore HD»
- «Bollywood HD»[50]
- «Travel + Adventure HD»
- «Museum HD»[51]
- «Mezzo Live HD»
- «World Business Channel HD» (WBC)[52]
- «Шалун HD»[53]
- «SHANT Premium HD»
- «TV5Monde HD»
- «Fine Living HD»
- «1HD»
- «Clubbing TV»
- «Babes TV»
- «FightBox HD»
- «STAR Family HD»
- «STAR Cinema HD»
- «BOLT HD»

Многие из перечисленных каналов транслируются также у локальных операторов кабельного вещания, в том числе в «базовом» пакете.

## Региональное HD-вещание
Астраханская область:
- Астрахань 24[54]

Ярославль:
- Я24 (11 июля — 31 декабря 2013 года)

Ставропольский край:
- Своё ТВ[55]
- 26 Регион

Красноярский край:
- Енисей
- Центр Красноярск[56]

Краснодарский край:
- Туапсе 24
- Sochi Live
- Сочи24

Камчатский край:
- 41Регион

Карачаево-Черкесия:
- Архыз 24

Республика Саха (Якутия):
- НВК «Саха»
- Якутия 24

Республика Башкортостан:
- БСТ
- Башкортостан 24

Республика Татарстан:
- ТНВ
- Татарстан 24
- Эфир-24 Релакс

Республика Чувашия:
- Чаваш Ен

Республика Бурятия:
- Тивиком

Санкт-Петербург:
- Царское Село[57]
- 78

Хабаровский край:
- Хабаровск ТВ[58]

Приморский край:
- ОТВ-Приморье
- 8 канал Владивосток
- Восток 24

Белгородская область:
- Мир Белогорья

Брянская область:
- Брянская губерния

Владимирская область:
- Губерния-33

Волгоградская область:
- Волгоград 1
- Волгоград 24

Московская область:
- 360°

Ханты-Мансийский автономный округ — Югра:
- Мегаполис ТВ

Челябинская область:
- ОТВ
- ТВ-ИН

Мордовия:
- «Народное телевидение Мордовии» (НТМ)

Ростовская область:
- Дон 24

Томская область:
- Томское время[59]

Кемеровская область:
- Кузбасс Первый
- Кузбасс 24

Ленинградская область:
- Лен ТВ 24

Липецкая область:
- Липецкое время

Тульская область:
- Первый Тульский

Тюменская область:
- Тюменское время

Республика Коми:
- Юрган

Псковская область:
- Первый Псковский

Свердловская область:
- ОТВ
- ОТВ 24
- Телекон Плюс

Северная Осетия:
- Осетия-Ирыстон

Мурманская область:
- Народное телевидение

Новосибирская область:
- ОТС

Ростовская область:
- Ростов-Папа
- Дон 24

Ульяновская область:
- Репортёр

Оренбургская область:
- Евразия

Пермский край:
- Рифей-Пермь
- Ветта 24
- Объектив 59

Республика Крым:
- Первый Крымский
- Крым 24
- Независимое телевидение Севастополя (НТС)
- СТВ
- Севастополь 24